# Brujeres (serie de televisión)
Brujeres fue una serie de televisión colombiana escrita por Mónica Agudelo y producida por RCN Televisión en el año 2000. Estuvo protagonizada por Marcela Agudelo, Helena Mallarino, Patricia Polanco y Rita Bendek. Contó además con las actuaciones especiales de Ernesto Benjumea, Víctor Hugo Cabrera, Diego Trujillo y Felipe Noguera, y la participación especial de la primera actriz colombiana Gloria Gómez.

## Argumento
Brujeres es la historia de cuatro mujeres amigas de colegio, que se reencuentran luego de 15 años en el funeral de Connie de Linares (Patricia Tamayo), la sapita del salón. Pero lo que debe empezar como un reencuentro inocente de las mejores amigas, se convierte en la excusa perfecta para sacar a la luz la investigación de un crimen macabro, iniciando con la sospecha del asesinato por parte del viudo porque le vieron tocándole la nalga a la amante en el funeral de la esposa. Esta historia trata del mundo de las mujeres con matrimonios felices y no tan felices, mostrada a través de los personajes femeninos protagónicos, cada uno de los cuales desarrolla y asume un conflicto propio de su entorno. Mujeres casadas con esposos machistas, prepotentes, infieles, comprensivos y cariñosos, son mujeres preocupadas por “esos kilos de más”, con sus esposos confrontando sus cuerpos, sus canas, sus arrugas, el paso del tiempo ante los espejos.
Pero ellas no serán las únicas que sospechen del viudo, también lo hará la sargento Pachón (Gloria Gómez), que enfocará sus pistas basándose en la novela "Muerte en el Jacuzzi", escrita por un mediocre novelista que sólo pudo distribuirla con la venta de cremas hidratantes para la piel.

## Elenco
- Marcela Agudelo - Rosario "Sayo"
- Helena Mallarino - Victoria "Toya"
- Patricia Polanco - María Clara "Clair"
- Rita Bendek - Liliana "Lilly" o "Princesita"
- Ernesto Benjumea - Pablo
- Victor Hugo Cabrera - Sebastián
- Diego Trujillo - Alejandro
- Felipe Noguera - Daniel "Daddy"
- Gloria Gómez - Sargento Francisca Pachón
- Ana María Kamper - Magdalena
- Bibiana Navas - Ana
- Nicolás Montero - Julio
- Miguel de Miguel - Álex
- Carlos Hurtado - Édgar Alan Porras
- Silvio Ángel - Sargento Mayor Silvio
- Humberto Dorado - Sicólogo de Julio y Magdalena
- Alberto Valdiri - Adolfo "Hitler" Jiménez
- Patricia Tamayo - Constanza "Connie" de Linares "La Sapita"
- John Jairo Jaimes - Hijo de Rosario y Pablo

## Ficha Técnica
- Historia original y Libretos: Mónica Agudelo Tenorio
- Música Original: Juan Gabriel Turbay
- Escenografía: Liliana Córtes
- Directores: Carlos Mayolo (Capítulos del 1 al 6), Kepa Amuchastegui (Capítulos del 7 al 15) y Nicolás Montero (Capítulos del 16 al 20).
- Duración: 20x50 minutos